# Kraftwerk Schkopau
Das Kraftwerk Schkopau ist ein deutsches Braunkohlekraftwerk in der Nähe des Ortsteils Korbetha der Gemeinde Schkopau im Saalekreis (Sachsen-Anhalt). Es verfügt über zwei Kraftwerksblöcke, die 1995 bzw. 1996 in Betrieb gegangen sind. Der elektrische Wirkungsgrad beträgt 40 %. Der Kamin des Kraftwerks Schkopau ist 200 Meter hoch.
Das Kraftwerk selbst gehörte zu 58,1 % über Tochtergesellschaften der Uniper SE. Die anderen 41,9 % gehörten über die Saale Energie GmbH (Schkopau) der NRGenerating German Holdings GmbH (Teufen, Schweiz). Die Betreibergesellschaft des Kraftwerks war ähnlich aufgeteilt: 55,6 % gehören zu Uniper, 44,4 % der Saale Energie GmbH. Im Jahr 2012 übernahm der tschechische Energieversorger EP Energy a.s. den 41,9-prozentigen Anteil von NRGeneration German Holdings GmbH. Am 21. Februar 2020 wurde bekannt, dass Uniper seine Mehrheitsbeteiligung von 58 % im Oktober 2021 an eine Tochter der tschechischen EPH-Gruppe verkauft. Damit gehört das Kraftwerk vollständig zur EPH-Gruppe.
Die Stilllegung der beiden Blöcke ist für den 31. Dezember 2034 geplant.
Es ist das größte Kraftwerk in Sachsen-Anhalt.

## Technik und Betrieb
Die beiden Turbosätze zur Erzeugung von elektrischer Energie für den öffentlichen Bedarf sind grundsätzlich für eine Leistung von jeweils 450 Megawatt ausgelegt, werden aber nominell nur mit einer Nennleistung von 418,7 MW (Block A) bzw. 387,3 MW (Block B) betrieben. Die darüber hinausgehende in den Kesseln erzeugte Dampfmenge wird in einem zusätzlichen Turbosatz mit einer Leistung von 110 MW zur Erzeugung von Bahnstrom (Einphasenwechselstrom mit einer Frequenz von 16,7 Hertz) für die DB Energie genutzt. Das Kraftwerk koppelt außerdem Dampf für die chemische Industrie aus (in Kraft-Wärme-Kopplung). Die für den Betrieb des Kraftwerks notwendige Braunkohle bezieht es von der MIBRAG, die diese in den Tagebauen der Zeitzer Umgebung fördert (besonders aus dem Tagebau Profen).
Das Kraftwerk ist über eine 380-kV-50-Hz-Hochspannungsdoppelleitung mit dem Umspannwerk Lauchstädt verbunden und speist dort in das Übertragungsnetz von 50Hertz Transmission ein. Als weitere Übertragungsleitung existiert eine 110-kV-16,7-Hz-Wechselstomverbindung zum nebenliegenden Bahnstromschaltwerk Schkopau der DB Energie in Richtung Großkorbetha und Saubachtal.

## Umwelt- und Gesundheitsschäden
Kritiker bemängeln am Kraftwerk Schkopau die hohen Emissionen an Stickstoffoxiden, Schwefeloxiden, Quecksilber und Feinstaub, an dem Krebs erzeugende Substanzen (Blei, Cadmium, Nickel, PAK, Dioxine und Furane) haften können. Eine von Greenpeace bei der Universität Stuttgart in Auftrag gegebene Studie kommt 2013 zu dem Ergebnis, dass die 2010 vom Kraftwerk Schkopau ausgestoßenen Feinstäube und die aus Schwefeldioxid-, Stickoxid- und NMVOC-Emissionen gebildeten sekundären Feinstäube statistisch zu 817 verlorenen Lebensjahren führen. Auf der Liste der „gesundheitsschädlichsten Kohlekraftwerke Deutschlands“ rangiert das Kraftwerk Schkopau daher auf Platz 10.
Außerdem stehen angesichts des Klimawandels die CO2-Emissionen des Kraftwerkes in der Kritik, die bei Braunkohlekraftwerken pro erzeugter Kilowattstunde Strom besonders hoch liegen.
Das Kraftwerk Schkopau meldete folgende Emissionen im europäischen Schadstoffregister „PRTR“:
| Luftschadstoff                           | 2007             | 2010             | 2011             | 2012             | 2013             | 2018             | 2019             | 2022             |
| ---------------------------------------- | ---------------- | ---------------- | ---------------- | ---------------- | ---------------- | ---------------- | ---------------- | ---------------- |
| Kohlenstoffdioxid (CO2)                  | 5.570.000.000 kg | 5.120.000.000 kg | 5.500.000.000 kg | 5.620.000.000 kg | 5.670.000.000 kg | 6.060.000.000 kg | 3.770.000.000 kg | 4.390.000.000 kg |
| Schwefeldioxide (als SOx/SO2)            | 3.390.000 kg     | 4.770.000 kg     | 4.410.000 kg     | 7.180.000 kg     | 7.760.000 kg     | 3.610.000 kg     | 1.540.000 kg     | 2.550.000 kg     |
| Stickstoffoxide (NOx/NO2)                | 3.390.000 kg     | 3.320.000 kg     | 3.720.000 kg     | 3.610.000 kg     | 3.670.000 kg     | 3.550.000 kg     | 2.110.000 kg     | 2.120.000 kg     |
| Kohlenmonoxid (CO)                       | 667.000 kg       | 600.000 kg       | 603.000 kg       | keine Angaben    | keine Angaben    | keine Angaben    | keine Angaben    | keine Angaben    |
| Feinstaub (PM10)                         | 152.000 kg       | 74.600 kg        | 105.000 kg       | 77.500 kg        | 69.400 kg        | keine Angaben    | keine Angaben    | 60.400 kg        |
| Anorganische Chlorverbindungen (als HCl) | 17.300 kg        | 16.200 kg        | 17.300 kg        | 17.400 kg        | 17.500 kg        | 18.400 kg        | 11.400 kg        | keine Angaben    |
| Anorganische Fluorverbindungen (als HF)  | 9.290 kg         | 8.640 kg         | 9.260 kg         | 17.400 kg        | 9.310 kg         | 9.870 kg         | 6.090 kg         | keine Angaben    |
| Quecksilber und Verbindungen (als Hg)    | 189 kg           | 227 kg           | 345 kg           | 441 kg           | 430 kg           | 343 kg           | 145 kg           | 110 kg           |
| Nickel und Verbindungen (als Ni)         | 139 kg           | 129 kg           | 137 kg           | 137 kg           | 138 kg           | 146 kg           | 90,8 kg          | keine Angabe     |

Weitere typische Schadstoffemissionen wurden nicht berichtet, da sie im PRTR erst ab einer jährlichen Mindestmenge meldepflichtig sind, z. B. Dioxine und Furane ab 0,0001 kg, Cadmium ab 10 kg, Arsen ab 20 kg, Kupfer sowie Chrom ab 100 kg, Blei sowie Zink ab 200 kg, Ammoniak, Lachgas (N2O) ab 10.000 kg, flüchtige organische Verbindungen außer Methan (NMVOC) ab 100.000 kg und Kohlenmonoxid ab 500.000 kg.
Die Europäische Umweltagentur hat die Kosten der Umwelt- und Gesundheitsschäden der 28.000 größten Industrieanlagen in der Europa anhand der im PRTR gemeldeten Emissionsdaten mit den wissenschaftlichen Methoden der Europäischen Kommission abgeschätzt. Danach liegt das Kraftwerk Schkopau auf Rang 39 der Schadenskosten aller europäischen Industrieanlagen.
| Verursacher          | Schadenskosten | Einheit         | Anteil    |
| -------------------- | -------------- | --------------- | --------- |
| Kraftwerk Schkopau   | 314–507        | Millionen Euro  | 0,3–0,5 % |
| Summe 28.000 Anlagen | 102–169        | Milliarden Euro | 100 %     |